# Crawling
"Crawling" é uma canção da banda norte-americana de rock Linkin Park, gravada para o seu álbum de estreia, Hybrid Theory (2000). Foi escrita por todos os membros do grupo e produzida por Don Gilmore, sendo gravada entre os anos de 1999 e 2000 nos estúdios NRG Recording, em North Hollywood, Califórnia. A faixa foi disponibilizada como o segundo single de Hybrid Theory em 2 de abril de 2001 através de um CD single lançado pela gravadora Warner Bros. No mesmo mês, foi enviada para as rádios norte-americanas, com formatos em DVD, VHS e fita cassete sendo lançados internacionalmente no mesmo ano.
As primeiras amostras da canção originalizaram-se através de uma demo não disponibilizada na época, onde a banda viu um potencial em sua melodia. Liricamente, "Crawling" expressa a autoconsciência, a falta de autoconfiança e sobre assumir a responsabilidade de suas próprias ações, bem como o retrato negativo do consumo excessivo de drogas e álcool. A sua criação foi inspirada pela experiência de vida do vocalista Chester Bennington, e a mídia opinou que as suas letras também podem fazer alusão ao abuso infantil que Bennington foi vítima quando mais jovem, bem como aos sintomas do transtorno de ansiedade. Musicalmente, é uma obra do gênero nu metal, com breves elementos de rap rock e influências no techno.
A canção foi muito bem avaliada pela crítica, com elogios sendo direcionados aos vocais de Bennington, sua composição e temas. Obteve um desempenho comercial positivo em território europeu, atingindo as vinte primeiras posições em paradas da Alemanha, Áustria, Escócia, Irlanda e Reino Unido. Nos Estados Unidos, alcançou a 79.ª posição na Billboard Hot 100, e a Recording Industry Association of America (RIAA) atribuiu-lhe uma certificação de ouro. Em 2002, "Crawling" recebeu o prêmio de "Melhor Performance de Hard Rock" na 44.ª cerimônia do Grammy Awards. No mesmo ano, a canção foi classificada na 43.ª posição em uma lista da revista Kerrang! referente aos 100 Maiores Singles de Todos os Tempos.
O videoclipe da obra, dirigido pela dupla de irmãos Greg e Colin Strause, foi filmado em fevereiro de 2001 no Ren-Mar Studios em Hollywood, Califórnia, e lançado na MTV dois meses depois. A produção retrata o conflito interno de uma mulher (interpretada pela atriz Katelyn Rosaasen) lidando com um relacionamento abusivo. Recebeu indicações nas categorias de "Melhor Videoclipe de Rock" e "Melhor Direção" (para os irmãos Strause) na MTV Video Music Awards de 2001, mas acabou perdendo ambos os prêmios. Um remix, sob o título "Krwlng", foi lançado no primeiro álbum de remixes da banda, Reanimation (2002). Em 2011, "Crawling" figurou em uma DLC do jogo eletrônico Rock Band 3 (2010). Além de comparecer em múltiplas ocasiões em apresentações ao vivo do grupo, diversos artistas realizaram suas próprias versões da canção.

## Antecedentes e desenvolvimento
Linkin Park começou a desenvolver as primeiras amostras do que futuramente se tornaria "Crawling" em 1999, enquanto ainda se chamava Hybrid Theory. A canção se originalizou de uma demo — que não foi disponibilizada publicamente na época — chamada "Blue", gravada durante os primeiros meses em que o vocalista Chester Bennington havia se juntado à banda, substituindo o ex-vocalista Mark Wakefield. O multi-instrumentista e rapper Mike Shinoda comentou em uma entrevista concedida ao site ShoutWeb que a melodia do refrão de "Crawling" foi ocasionada a partir da ponte de "Blue"; a demo foi descrita por Shinoda como "uma merda". Apesar da banda não ter gostado da demo em si, ela viu um potencial no vocal final dela. Bennington e Shinoda pegaram esta melodia e escreveram novas linhas. O integrante temporário do grupo, Kyle Christner, serviu como o baixista de "Blue", enquanto que o guitarrista Brad Delson forneceu as linhas de baixo para "Crawling" — o baixista recorrente, Dave "Phoenix" Farrell, estava comprometido com a banda Tasty Snax na época. Shinoda comentou que Delson também ajudou na escrita, enquanto que todos os membros da banda "[trabalharam] em torno disso".  "Blue" foi posteriormente disponibilizada em Linkin Park Underground 11 (2011), o décimo terceiro EP lançado para o fã-clube oficial da banda, LP Underground (LPU). Apesar de estar rotulada como uma demo de 1998, o ex-vice-presidente de coordenação de A&R da gravadora Zomba Music e colaborador da banda, Jeff Blue, descreveu-a como uma demo de 1999. No encarte do CD, Shinoda admitiu que havia esquecido completamente da existência de "Blue".
A gravação de "Crawling" estendeu-se até meados do ano 2000 no NRG Recording Studios em North Hollywood, Califórnia, com a produção da canção e do álbum de estreia da banda, Hybrid Theory (2000), estando a cargo do produtor musical Don Gilmore. Já Andy Wallace esteve sob responsabilidade de sua mixagem. Delson admitiu que o alcance vocal de Bennington expandiu a capacidade de escrita da banda: "O que aconteceu quando Chester se juntou ao grupo, nós mudamos de 'Ei, esses são os tipos de partes de canto que queremos' para 'Uau, essas são partes de canto que nunca pensamos', porque seu alcance e versatilidade são tais que, como 'Crawling', quem pensaria em escrever essa melodia? Você não poderia porque há muito poucas pessoas no mundo que provavelmente poderiam cantar isso. [...] Ele realmente foi a peça final do quebra-cabeça, e ele trouxe um talento vocal que, quando estávamos procurando por um segundo vocalista, não vimos nada perto de seu talento em mais ninguém". As primeiras demos de "Crawling" continham as palavras "Fear is powerful" no refrão, mas Gilmore acabou interpretando erroneamente esta linha, como lembrado por Shinoda: "[Bennington] escreveu a linha 'Fear is powerful' no refrão, e quando perguntamos ao nosso produtor Don [Gilmore] se ele havia gostado da nova música, ele disse: 'É boa, eu realmente gosto dessa linha 'Fear is how I fall'', e nós dois ficamos tipo: 'Ah, sim, essa linha!'. Ele ouviu errado, mas ouviu uma linha realmente ótima por acidente." A banda gostou tanto das novas palavras que decidiu implementá-las para a versão final da faixa.

## Composição
Detendo uma duração de três minutos e vinte e nove segundos (3:29), "Crawling" é a quinta faixa de Hybrid Theory, sucedendo "Points of Authority" e antecedendo "Runaway". Musicalmente, é uma canção do gênero nu metal. Derivações dos gêneros rap rock e rap metal são reconhecíveis durante uma breve linha cantada por Shinoda antes do refrão; é uma das poucas faixas do álbum que o rap é minimizado. A IGN ponderou que a canção começa com um "efeito sonoro de água escorrendo por um ralo, e é aumentada pela bateria silenciosa de Rob Bourdon, efeitos de DJ de Joe Hahn e as linhas de baixo de Phoenix". Em comparação com as faixas anteriores do álbum, esta é uma música que começa mais lenta até chegar ao seu refrão. A Madison.com descreveu "Crawling" como "uma das várias canções [de Hybrid Theory] que mostram mais a influência do techno, alternando entre texturas ambientes e um rugido industrial do tipo Nine Inch Nails — tudo envolto em um vocal crescente de Chester Bennington". Shinoda comentou que a canção possui uma similaridade sonora com o estilo musical da banda Depeche Mode. De acordo com a partitura musical publicada pela Universal Music Publishing Group, "Crawling" foi escrita no tom de dó sustenido menor, com um ritmo de 104 batidas por minuto. Os vocais de Bennington abrangem-se entre as notas dó♯3 e si5. Em entrevista à Billboard, Delson disse que o refrão de "Crawling" é "muito pesado", principalmente por contrastar com os versos, "que são melódicos e quase tranquilos". Ele também comentou: "Há uma tonelada de guitarras sobrepostas com notas diferentes. É um som muito rico. A linha de Chester é quase estática. Ele está cantando uma nota muito alta, mas ao mesmo tempo, você pode dizer que sua garganta é feita de aço. A justaposição [do] que ele está fazendo em termos de notas e tonalidades com a música em si cria um relacionamento muito legal".

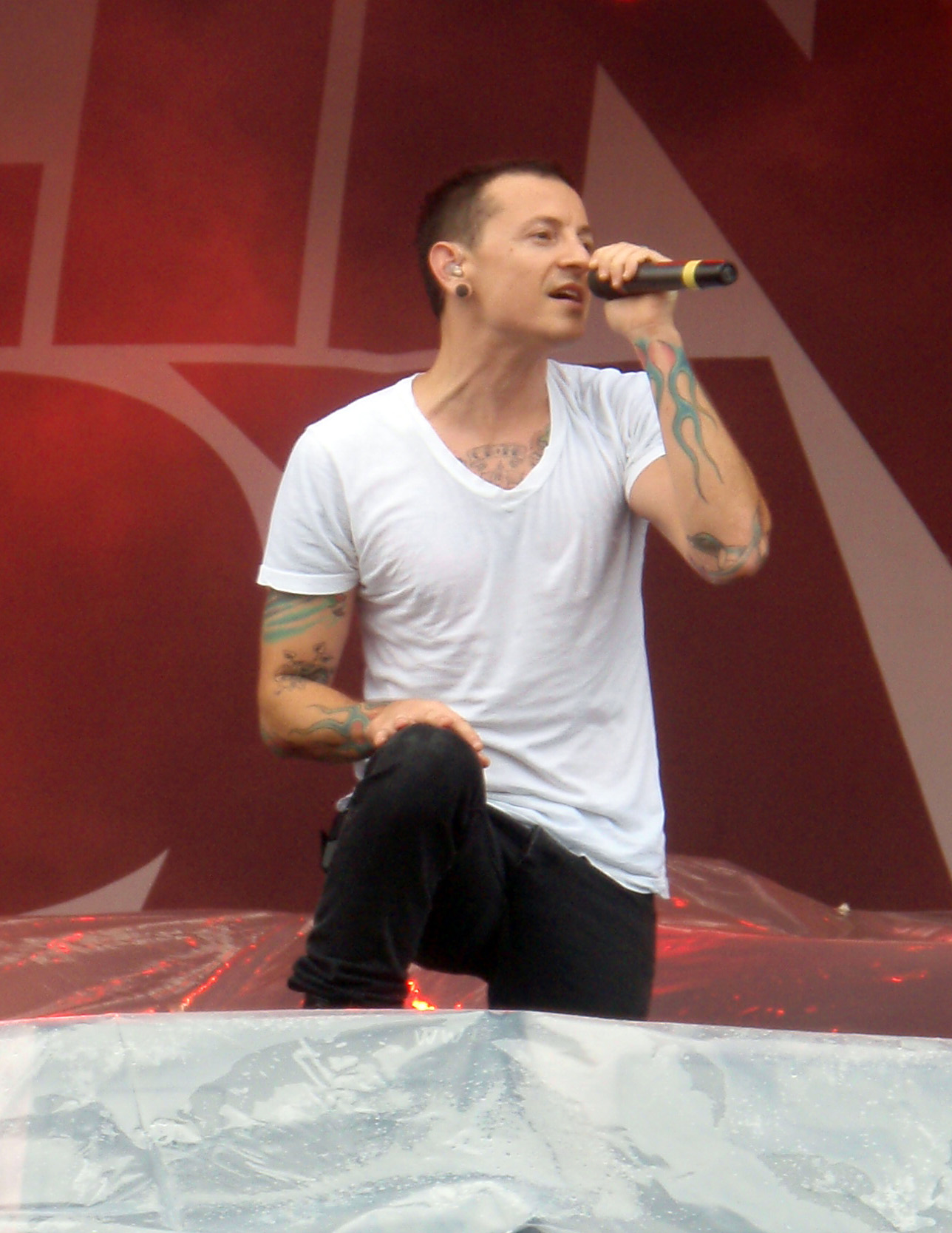
As experiências de vida do vocalista Chester Bennington serviram como base para as letras de "Crawling"

Liricamente, "Crawling" se concentra em variados temas, entre eles a autoconsciência, falta de autoconfiança, uso abusivo de drogas e álcool, e sobre assumir a responsabilidade de suas próprias ações. Delson comentou que a inspiração por trás de suas letras vieram através das experiências de vida de Bennington, e caracterizou a faixa como "uma espécie de expressão daqueles sentimentos de insegurança e dúvida que todos passam". Bennington, em entrevista à Noisecreep, observou que a canção "é provavelmente a mais literal liricamente que eu já escrevi para o Linkin Park e é sobre sentir que não tinha controle sobre mim mesmo em termos de drogas e álcool"; as linhas "Rastejando dentro da minha pele / Essas feridas, elas não irão se curar" podem fazer referência aos sintomas de abstinência ao álcool que o vocalista estava enfrentando. Bennington continuou dizendo: "Eu não sou um daqueles caras que acha que ser anônimo é tão bom assim. Eu não tenho problema com as pessoas saberem que eu tinha um problema com a bebida. Isso é quem eu sou e eu tenho sorte de várias maneiras porque eu posso fazer algo sobre isso. Eu consigo crescer como pessoa através disso. É uma coisa legal. Não é legal ser um alcoólatra, o que significa que não é legal ir beber e ser um idiota. É legal fazer parte da recuperação". Já em uma entrevista à BBC, Bennington expressou outro significado para a canção:
"Em uma canção como 'Crawling' estamos falando sobre autoconsciência ou falta de autoconfiança. Essa é uma grande parte dessa música, porque quando você entra em certas situações com muitas pessoas olhando para você, você encontra falhas em si mesmo e fica nervoso e quer mudá-las. Coisas como essas são tópicos realmente complicados de se falar, e quando começamos a escrever as letras nos encontramos energizados e interessados em escrever essas músicas e ir atrás delas com muita intensidade. Sentar na frente de um computador pensando na porcaria que você fez antes de ir para a cama, que você pensou que poderia ter feito melhor — isso vai te assustar às vezes."— Chester Bennington, em entrevista à BBC em junho de 2001.
A Loudwire e a NME comentaram que a canção pode fazer alusão ao abuso infantil que Bennington foi vítima quando mais jovem. Além disso, as letras também podem fazer referências ao transtorno de ansiedade, bem como aos efeitos colaterais da metanfetamina — uma droga que Bennington usou durante a adolescência — na qual o usuário tem a sensação de ter algo "rastejando sob sua pele". Em entrevista à Rolling Stone, Bennington disse que "Crawling" — e faixas com temas similares — foi a sua maneira de fazer um balanço dos momentos difíceis de sua vida: "É facil cair naquela cilada — 'pobre de mim, pobre de mim', é daí que canções como 'Crawling' vem: Eu não posso me aguentar. Canções como essa falam sobre assumir a responsabilidade pela sua situação. Em 'Crawling', eu não falo 'você' em nenhum momento. É sobre eu ser o motivo de estar como estou. Tem alguma coisa que me agarra e me puxa para baixo".

## Recepção da crítica
"Crawling" foi muito bem recebida por críticos de música. Muitos revisores elogiaram a sua composição e temas. Jack Shepherd, do The Independent, opinou que a canção "[é a banda] em sua maior angústia", e que "a representação gráfica de aflição e emoção que desnuda a alma os diferencia de seus pares". Da mesma forma, David Turner, da Stereogum, disse que a faixa possui um "nível de angústia emocional gráfica [que] ajudou a polarizar a banda no início de sua carreira quando eles estavam entrando no mainstream". Ele continuou dizendo: "Para muitos fãs do Linkin Park (inclusive eu) que descobriram a banda na pré-adolescência ou adolescência, esse tipo de franqueza lírica não foi registrada como algo para zombar, mas sim aproveitou de um sentimento que não conseguíamos verbalizar". Escrevendo para a Kerrang!, Sam Law disse que "Crawling" "pareceu o primeiro mergulho profundo nos danos subjacentes à composição. Um acerto de contas sobre culpa e auto-aversão, [que] mostra Chester tentando chegar a um acordo com os demônios de seu passado". Thea de Gallier, do jornal britânico The Daily Telegraph, disse que a canção é uma das mais "profundamente pessoais" da banda.
A mídia destacou os vocais de Chester Bennington. Chad Childers, da Loudwire, disse que "Bennington oferece [em 'Crawling'] um de seus gritos mais ferozes até hoje". A Ultimate Guitar opinou que a canção "mostra a dinâmica que Chester Bennington tinha como nenhuma outra música. Faz com que o cantor vá de um canto melódico calmo e quase reconfortante para rasgar os alto-falantes com seus gritos". A Rolling Stone descreveu "Crawling" como uma faixa "claustrofóbica e borbulhante" e disse que ela "coloca Bennington no centro do palco, permitindo-lhe retratar completamente a tensão de dentes cerrados descrita em seus versos cheios de desconforto". Ollie Dean, da Classic Rock History, observou que a "maneira suave e quase sem emoção que Bennington canta nos versos é o contraste perfeito com a atmosfera raivosa e angustiante do refrão, no qual você pode sentir a dor, a tristeza e a fúria que se esconde por trás de cada palavra que ele cuspiu". Jon Caramanica, do The New York Times, disse que Bennington expressou uma "angústia forte, vívida e batismal" na canção.

### Reconhecimentos
"Crawling" foi premiada na categoria de "Melhor Performance de Hard Rock" no Grammy Awards de 2002; esta foi a primeira vitória da banda nesta premiação. Anos mais tarde, em entrevista à Kerrang!, Shinoda admitiu que não sabia exatamente o significado desta categoria na época, mas considerou que a performance vocal de Bennington ajudou-os a conquistar o prêmio: "Foi difícil para ele fazer seus vocais [nessa] música em algumas noites na turnê, e é impossível para qualquer outra pessoa cantá-la tão bem. Cada cover é uma mera sombra da performance de Chester na música". A canção também foi indicada na categoria de "Melhor Single" na edição de 2001 da Kerrang! Awards, mas acabou perdendo para "Heaven Is a Halfpipe" da banda OPM. Em uma edição impressa da Kerrang! de dezembro de 2002, a canção foi posta em 43.º lugar na lista dos 100 Maiores Singles de Todos os Tempos. Em 2020, a Classic Rock classificou-a na 32.ª posição em sua lista das 100 Melhores Canções de Rock do Século [XXI]... Até Agora.

## Videoclipe

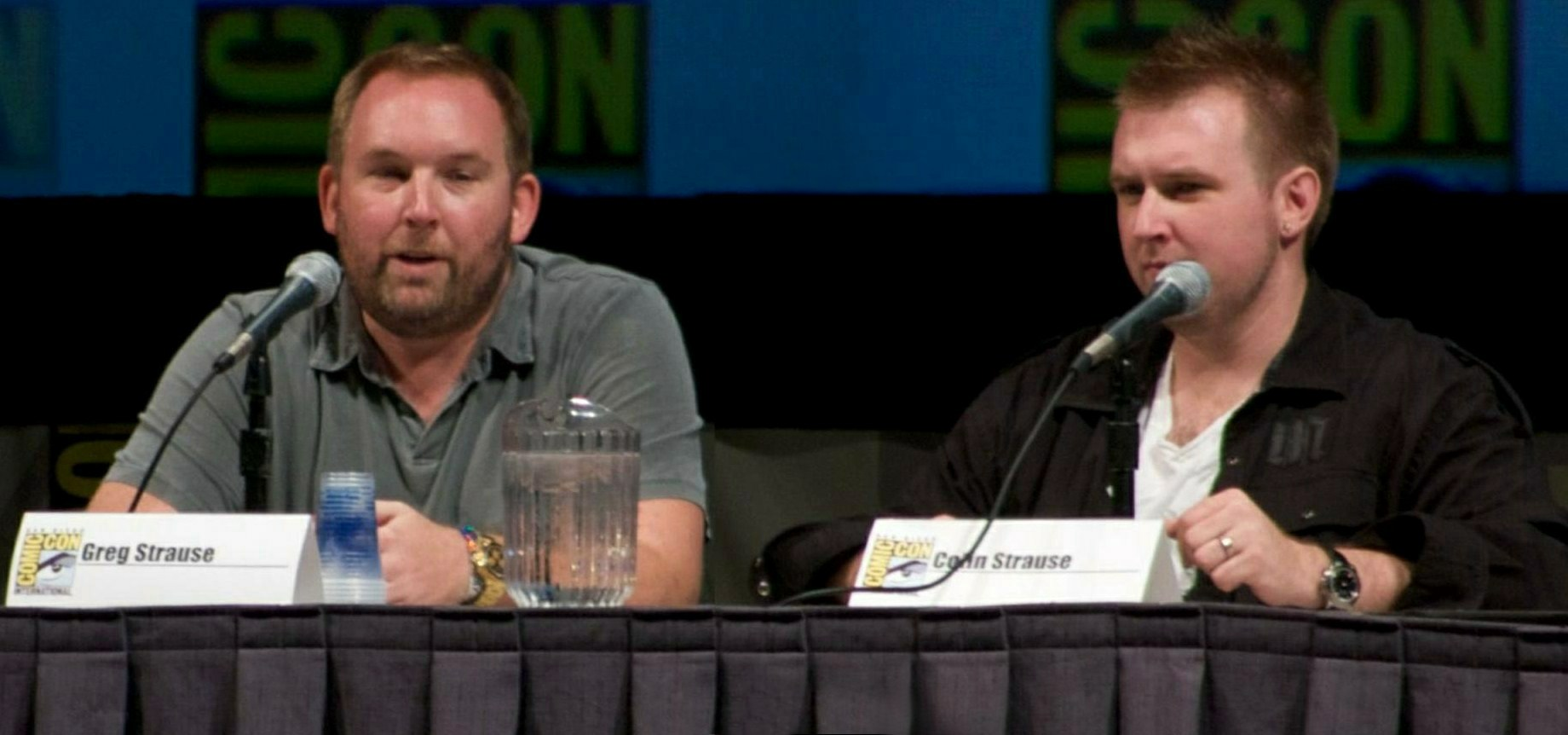
Os irmãos Greg e Colin Strause serviram como os diretores do videoclipe de "Crawling"

O videoclipe de "Crawling" foi dirigido pela dupla de irmãos Greg e Colin Strause. As filmagens ocorreram em 26 de fevereiro de 2001 no Ren-Mar Studios em Hollywood, Califórnia, e duraram mais de 12 horas. No dia anterior, a banda tinha realizado um show na cidade de Providence, Rhode Island, e viajaram para Los Angeles a noite para participarem da gravação do clipe. Shinoda comentou que o vídeo da canção seria "uma história" em oposição ao clipe do single anterior da banda, "One Step Closer", que o rapper considerou como "um vídeo de filme de ação escapista". Ainda de acordo com Shinoda, o vídeo de "Crawling" é "uma trama sobre como uma canção pode ajudar a superar problemas". O DJ Joe Hahn trabalhou em estreita colaboração com os diretores, contribuindo para o conceito do vídeo.
Os irmãos Strause, já conhecidos por atuarem na direção de arte do clipe da canção "Californication" da banda Red Hot Chili Peppers, dirigiram a banda contra uma tela verde com o objetivo de criarem seu próprio mundo animado. Delson comentou que esta filmagem foi mais fácil e rápida em comparação com a de "One Step Closer", já que eles gravaram esta última "debaixo de um metrô". Sobre seu enredo, os irmãos Strause apresentaram a seguinte ideia ao Linkin Park: uma versão paralela do filme de terror e ficção científica Species (1995) onde um fã psicopata matava a banda; a gravadora Warner Bros., no entanto, queria um conceito menos triste. Uma outra ideia, desta vez idealizada pela banda, foi chamada de "muito mais artística e sombria" por Colin Strause, mas eles queriam misturar um enredo que ajudasse a vinculá-los à sua base de fãs, então eles trabalharam com um tema de abuso infantil.

Efeitos especiais foram usados para criar o cenário do clipe da canção

A atriz e modelo Katelyn Rosaasen estrela o videoclipe. A trama retrata o conflito interno de uma jovem mulher lidando com um relacionamento abusivo. A mulher se isola do resto do mundo, fato representado com os efeitos especiais de cristais que se formam ao seu redor. No final, os cristais retrocedem, simbolizando o seu sucesso na luta contra o relacionamento. Bennington explicou que a mulher "basicamente interpreta o foco principal da emoção e da insegurança [...] Ela está passando por uma pequena crise em sua vida, e este vídeo é uma descoberta dessas coisas que ela está sentindo". Durante as filmagens, tanto Bennington quanto Shinoda interpretaram o cenário do vídeo "como uma caverna de gelo 'explodindo e se formando ao nosso redor'". Ambos possuíam grandes esperanças para os segmentos de computação gráfica apresentados no clipe. Já Delson opinou que o vídeo é "muito voltado para efeitos especiais, todos os ambientes são gerados por computador". Anos mais tarde, Shinoda achou que a gravadora "foi realmente fundamental [...] para nos ajudar a encontrar uma equipe muito boa para fazer um bom vídeo". "Crawling" foi o primeiro clipe de Phoenix com a banda; ele retornou à ela pouco antes de começarem a trabalhar neste vídeo.
O videoclipe de "Crawling" estreou na MTV em abril de 2001. Comentários de áudio sobre a produção do vídeo, bem como algumas imagens de seus bastidores, foram disponibilizados no primeiro DVD da banda, Frat Party at the Pankake Festival, lançado em novembro de 2001. O clipe recebeu duas indicações na MTV Video Music Awards de 2001, sendo elas nas categorias de "Melhor Videoclipe de Rock" e "Melhor Direção" (para os irmãos Strause); a obra acabou perdendo ambas as categorias para "Rollin" da banda Limp Bizkit, e para "Weapon of Choice" do músico britânico Fatboy Slim (sob a direção de Spike Jonze), respectivamente. O vídeo de "Crawling" no YouTube, lançado em 23 de outubro de 2009 originalmente no formato 360p, foi remasterizado para qualidade HD em outubro de 2020, após o lançamento da edição especial de 20.º aniversário de Hybrid Theory. Até março de 2022, o videoclipe da canção tinha mais de 340 milhões de visualizações no YouTube.

## Apresentações ao vivo
Apesar de ausente em apresentações da banda durante o ano 2000, "Crawling" foi tocada com muita frequência durante o ano de 2001, principalmente como um meio de divulgação de Hybrid Theory. A faixa foi destaque em performances ao vivo do grupo durante a Street Soldiers Tour, e a parte norte-americana e europeia da Hybrid Theory World Tour. Um vídeo de uma apresentação ao vivo, que serviu para ajudar a promoção da canção, foi gravado durante o Dragon Festival em San Bernadino, Califórnia, em fevereiro de 2001, e lançado em abril. As imagens mais tarde apareceram no DVD Frat Party At The Pankake Festival. A banda performou "Crawling" durante o festival Ozzfest, que ocorreu entre os meses de junho e agosto de 2001. Ainda apresentou ao vivo a faixa durante a primeira edição da Projekt Revolution, a última turnê de divulgação de Hybrid Theory, que ocorreu nos meses de janeiro e fevereiro de 2002.
Em 2 de agosto de 2003, através da Summer Sanitarium Tour da banda Metallica, Linkin Park apresentou a canção no Reliant Stadium em Houston, Texas. Essa performance foi incluída no primeiro álbum ao vivo do grupo, Live in Texas, lançado em novembro daquele ano. Em 29 de junho de 2008, a banda se apresentou em Milton Keynes, Inglaterra para a promoção de seu terceiro disco, Minutes to Midnight. Esta performance foi gravada para o DVD Road to Revolution: Live at Milton Keynes, lançado em novembro de 2008, onde uma versão ao vivo de "Crawling", com uma introdução do remix "Krwlng", esteve presente em sua setlist. No mesmo ano, a banda apresentou a canção ao lado do cantor Chris Cornell. Em 2011, durante um bate-papo com fãs, Bennington reconheceu que a faixa "[lhe] causou mais problemas ao vivo mais do que qualquer outra música. Só porque é aquela nota longa o tempo todo". Diante dessa declaração, a canção ficou ausente em algumas apresentações do grupo no ano seguinte, apesar de, no mesmo ano, Bennington considerar "Crawling" como uma das canções que a banda não consegue parar de tocar. Em 2014, embora retirada da setlist de muitas performances do grupo durante a turnê de divulgação de seu sexto disco, The Hunting Party, a canção foi apresentada, junto com todas as faixas de Hybrid Theory, durante o Download Festival daquele ano.
Em 2017, Linkin Park começou a apresentar uma versão acústica de piano de "Crawling", já que Bennington admitiu que, depois de desempenhar a canção original ao vivo por tantos anos, ele não tinha mais vontade de tocá-la, opinando que a versão de piano deu uma "nova vida à música". A primeira apresentação desta releitura ocorreu em 16 de fevereiro de 2017 em uma transmissão ao vivo no Facebook. A banda continuou performando esta versão durante a One More Light World Tour, que serviu para promover o sétimo álbum de estúdio do grupo, One More Light, entre os meses de maio e julho de 2017. A última apresentação de "Crawling" realizada por Bennington aconteceu em 6 de julho de 2017 na Barclaycard Arena em Birmingham, Inglaterra, antes de sua morte no dia 20 daquele mesmo mês. Em 4 de dezembro de 2017, a banda disponibilizou um vídeo de uma performance ao vivo desta versão, que serviu para promover o álbum One More Light Live. O vídeo apresenta Bennington no meio de uma multidão enquanto canta a faixa, "acompanhado apenas por uma melodia de piano nua, destacada no vídeo em preto e branco por um punhado de holofotes", como descrito pela Billboard. Neil Z. Yeung, da AllMusic, opinou que a "versão de piano despojada de 'Crawling' revela [a] capacidade inimitável [de Bennington] de canalizar dor e angústia em catarse compartilhada".

## Outras versões e uso na mídia
Como parte do alinhamento de faixas do primeiro álbum de remixes da banda, Reanimation (2002), "Crawling" foi regravada por Shinoda e conta com vocais convidados do cantor Aaron Lewis, vocalista da banda Staind. O remix, que foi renomeado como "Krwlng", foi descrito pela MTV como uma "montanha-russa do original com uma trajetória mais direta". Hahn descreveu a faixa como "espacial e duas vezes mais longa que a original de três minutos". Em uma revisão do álbum Reanimation, Chris C., da IGN, opinou que a canção "se tornou muito mais calma, abrindo com um solo de cordas lento que é semelhante à abertura do CD". Em 2010, Shinoda produziu uma versão em 8 bits de "Crawling", a qual figurou na trilha sonora do jogo eletrônico do próprio Linkin Park, 8-Bit Rebellion! (2010). A faixa também fez parte de um conteúdo para download (DLC) do jogo Rock Band 3 (2010) em janeiro de 2011.
Uma versão country e cômica da canção, performada por Bryson Jones e pela Sweethearts of the Rodeo, foi disponibilizada como um conteúdo especial do DVD Frat Party At The Pankake Festival, do Linkin Park, em 2001. Também neste DVD, esta mesma versão cômica, apresentada durante o making-of do clipe de "In the End", foi realizada por amigos do diretor Nathan "Karma" Cox. Uma versão instrumental de piano do remix "Krwlng" foi lançada pela cantora britânica Myleene Klass para o seu álbum Moving On em 2003. No ano seguinte, "Crawling" foi regravada pela Angelzoom, projeto solo da musicista eletrônica alemã Claudia Uhle, em seu álbum autointitulado. Em 2011, o produtor musical francês Madeon lançou um mashup, intitulado "Pop Culture", de trinta e nove canções, onde incluía "Crawling", usando um Novation Launchpad em tempo real. O clipe deste mashup tornou-se viral e alcançou mais de seis milhões de visualizações em apenas alguns dias.
Como forma de homenagem a Bennington, que morreu em julho de 2017, diversos artistas realizaram covers variados da canção. No início de agosto de 2017, o vocalista da banda britânica Coldplay, Chris Martin, apresentou uma versão de piano de "Crawling" ao vivo no MetLife Stadium em East Rutherford, Nova Jersey; ele dedicou a performance a "qualquer um que [estivesse] sentindo falta de alguém". Dias depois, Lewis apresentou uma versão de tributo da canção ao vivo no Look Park em Florence, Massachusetts. No mês seguinte, Jared Leto, vocalista da banda Thirty Seconds to Mars, incluiu "Crawling" em um mashup com canções de David Bowie, Soundgarden, Prince e George Michael em tributo a Bennington. Em outubro, durante o concerto Linkin Park and Friends – Celebrate Life in Honor of Chester Bennington, que serviu como uma homenagem a Bennington, a canção foi tocada pela banda junto com o vocalista do Bring Me the Horizon, Oliver Sykes, nos vocais, e pelo DJ e produtor musical Zedd na bateria.
Em janeiro de 2018, a banda de rock New Years Day apresentou uma versão cover de "Crawling" em seu EP Diary of a Creep. Em novembro de 2018, a banda galesa Dream State realizou sua própria versão da canção para a compilação Songs That Saved My Life; a coletânea, lançada pela Hopeless Records em parceria com a Sub City Records, serviu para beneficiar organizações de saúde mental e prevenção do suicídio. Em julho de 2020, a banda de heavy metal Bad Wolves disponibilizou um cover da faixa em sua conta do Patreon. Já em abril do ano seguinte, o vocalista Di Ferrero, da banda brasileira NX Zero, divulgou em suas redes sociais uma versão acústica da canção.

## Lançamento e formatos
"Crawling" ficou disponível pela primeira vez em 24 de outubro de 2000, na época do lançamento de Hybrid Theory. A faixa foi lançada como o segundo single do álbum em 2 de abril de 2001 através de um CD single, que inclui uma versão ao vivo de "Papercut" e um vídeo de bastidores. Também foi disponibilizada uma edição em DVD da faixa, que possui um vídeo ao vivo de "Crawling" — embora o áudio seja dublado com a versão de estúdio da canção. O vídeo detém um recurso de múltiplos ângulos de câmera, no qual permite que o espectador escolha qual ângulo deseja assistir. O DVD também inclui quatro trechos ao vivo de trinta segundos das canções "By Myself", "With You", "One Step Closer" e "A Place for My Head". Em 17 de abril, "Crawling" foi enviada às rádios dos Estados Unidos pela gravadora Warner Bros. Mais tarde, em 1º de maio, o CD single da faixa foi disponibilizado em território internacional. Além disso, formatos em VHS e fita cassete da canção também foram lançados. Uma versão promocional, que inclui "One Step Closer", foi disponibilizada exclusivamente no Japão pela Warner Music Japan. Outra edição, desta vez voltada para o Brasil, foi promovida pela Warner Music Brasil e distribuída pela A Rádio Rock.

### Faixas
| CD single |                                     |         |  |
| N.º       | Título                              | Duração |  |
| 1.        | "Crawling" (versão do álbum)        | 3:29    |  |
| 2.        | "Papercut" (ao vivo na BBC Radio 1) | 3:08    |  |
| 3.        | "Backstage Video Footage" (vídeo)   |         |  |

| DVD single |                                   |         |  |
| N.º        | Título                            | Duração |  |
| 1.         | "Crawling" (vídeo ao vivo)        | 3:31    |  |
| 2.         | "Crawling" (versão do álbum)      | 3:29    |  |
| 3.         | "4x30 Second Live Video Snippets" | 2:00    |  |

| VHS single |                    |         |  |
| N.º        | Título             | Duração |  |
| 1.         | "Crawling" (vídeo) | 3:36    |  |

| Cassette single |                                     |         |  |
| N.º             | Título                              | Duração |  |
| 1.              | "Crawling" (versão do álbum)        | 3:21    |  |
| 2.              | "Papercut" (ao vivo na BBC Radio 1) | 3:08    |  |

| CD promocional japonês |                   |         |  |
| N.º                    | Título            | Duração |  |
| 1.                     | "Crawling"        | 3:29    |  |
| 2.                     | "One Step Closer" | 2:35    |  |

| CD promocional brasileiro |                    |         |  |
| N.º                       | Título             | Duração |  |
| 1.                        | "Crawling"         | 3:29    |  |
| 2.                        | "In the End"       | 3:36    |  |
| 3.                        | "Crawling" (vídeo) |         |  |

## Desempenho comercial
Na Billboard Hot 100, a principal parada musical dos Estados Unidos, "Crawling" debutou e atingiu seu pico na semana de 11 de agosto de 2001, onde alcançou a 79.ª posição. Embora tenha atingido uma classificação máxima inferior em relação ao single anterior da banda, "One Step Closer", a faixa permaneceu por vinte semanas no gráfico, um número acima das dezessete semanas passadas por seu predecessor. Antes disso, listou-se na Bubbling Under Hot 100, uma extensão da Billboard Hot 100 composta por vinte e cinco posições, estreando na 25.ª colocação na semana de 28 de abril de 2001, e alcançando sua melhor posição em 4 de agosto, onde obteve o 2.º lugar. No mesmo país, atingiu a 5.ª posição na Alternative Airplay (anteriormente referida como Alternative Songs ou Modern Rock Tracks) e a 3.ª colocação na Mainstream Rock nas semanas de 30 de junho e 28 de julho de 2001, respectivamente. Após a morte de Bennington, "Crawling", assim como outras faixas da discografia da banda, adentrou na Hot Rock & Alternative Songs na semana de 12 de agosto de 2017, posicionando-se na 8.ª posição. Em 15 de agosto do mesmo ano, obteve uma certificação de ouro através da Recording Industry Association of America (RIAA) por vender mais de 500 mil unidades nos Estados Unidos.
A faixa teve uma boa performance comercial na Europa. Na UK Singles Chart, do Reino Unido, "Crawling" atingiu a posição de número 16 e permaneceu por oito semanas no gráfico. Também neste território, a canção figurou na UK Rock & Metal Chart, alcançando a 2.ª posição na semana de 15 de abril de 2001. Em março de 2023, a British Phonographic Industry (BPI) certificou-a com um disco de platina pelas vendas de mais de 600 mil unidades no Reino Unido. Nas paradas da Áustria, a faixa atingiu o cume na semana de 19 de agosto de 2001, onde alcançou a 8.ª posição. "Crawling" também listou-se entre as vinte primeiras posições nas tabelas musicais da Alemanha (14.ª), Escócia (15.ª) e Irlanda (16.ª). No continente europeu, de maneira geral, a faixa atingiu a 52.ª colocação na Eurochart Hot 100, que levava-se em conta as vendas acumuladas de canções em dezoito países da Europa. Nas tabelas de fim de ano de 2001, a canção ficou na 47.ª posição na Alemanha, 31.ª na Áustria, 97.ª na região de Flandres da Bélgica e na 190.ª posição no Reino Unido. Após a morte de Bennington em 2017, "Crawling" apareceu pela primeira vez nas paradas da Chéquia, Eslováquia, França, Hungria e Portugal. Em 2024, a Federazione Industria Musicale Italiana (FIMI) certificou-a como disco de platina, ao alcançar a marca de 100 mil unidades vendidas na Itália. No mesmo ano, a Productores de Música de España certificou-o como disco de ouro na Espanha, pelas vendas aproximadas de 30 mil unidades neste país.

## Desempenho nas tabelas musicais
| Tabela musical (2001–2002)                    | Melhor posição |
| --------------------------------------------- | -------------- |
| Alemanha (Official German Charts)             | 14             |
| Austrália (ARIA)                              | 33             |
| Áustria (Ö3 Austria Top 40)                   | 8              |
| Bélgica (Ultratop 50 Flandres)                | 25             |
| Escócia (Official Charts Company)             | 15             |
| Estados Unidos (Alternative Airplay)          | 5              |
| Estados Unidos (Billboard Hot 100)            | 79             |
| Estados Unidos (Mainstream Rock)              | 3              |
| Europa (Eurochart Hot 100)                    | 52             |
| Irlanda (IRMA)                                | 16             |
| Nova Zelândia (Recorded Music NZ)             | 37             |
| Países Baixos (Single Top 100)                | 45             |
| Reino Unido (UK Rock & Metal Chart)           | 2              |
| Reino Unido (UK Singles Chart)                | 16             |
| Suécia (Sverigetopplistan)                    | 27             |
| Suíça (Schweizer Hitparade)                   | 43             |
| Tabela musical (2017)                         | Melhor posição |
| Chéquia (Singles Digitál Top 100)             | 73             |
| Eslováquia (Singles Digitál Top 100)          | 74             |
| Estados Unidos (Hot Rock & Alternative Songs) | 8              |
| França (SNEP)                                 | 106            |
| Hungria (Single Top 40)                       | 30             |
| Portugal (AFP)                                | 81             |

| Tabela musical (2001)             | Posição |
| --------------------------------- | ------- |
| Alemanha (Official German Charts) | 47      |
| Áustria (Ö3 Austria Top 40)       | 31      |
| Bélgica (Ultratop 50 Flandres)    | 97      |
| Reino Unido (UK Singles Chart)    | 190     |
| Tabela musical (2017)             | Posição |
| Estados Unidos (Hot Rock Songs)   | 85      |
| Tabela musical (2019)             | Posição |
| Portugal (AFP)                    | 926     |

## Certificações
| Áustria (IFPI) | Ouro    | 5 000* (DVD) |
| Estados Unidos (RIAA) | Ouro    | 500 000‡     |
| Espanha (PROMUSICAE) | Ouro    | 30 000‡      |
| Itália (FIMI) | Platina | 100 000‡     |
| Reino Unido (BPI) | Platina | 600 000‡     |
| * Número de vendas definido com base apenas no nível de certificação. ‡ Número de vendas + streamings definido com base apenas no nível de certificação. |         |              |

## Créditos e pessoal
Créditos adaptados através do livreto de Hybrid Theory.
Linkin Park
- Chester Bennington – vocais
- Mike Shinoda – guitarra rítmica, vocais
- Brad Delson – guitarra, baixo
- Joe Hahn – toca-discos, samplers
- Rob Bourdon – bateria

Produção
- Don Gilmore – produção, engenharia
- Jeff Blue – produção executiva
- Andy Wallace – mixagem
- Steve Sisco – assistente de mixagem, engenharia
- Shawn "Fox" Phelps – engenharia
- Matt Griffin – assistente de engenharia
- Brian "Big Bass" Gardner – masterização de áudio, engenharia
- John Ewing Jr. – engenharia
- Mike Shinoda – engenharia
- Rob McDermott – organização e gestão pela Andy Gould Management